# Simple je – Débranchée à Bercy
Albums de France Gall
Double Jeu
(1992) Simple je – Rebranchée à Bercy
(1994)
Simple je – Débranchée à Bercy est un album live de France Gall enregistré au Palais omnisports de Paris-Bercy en 1993 et sorti le 29 octobre 1993. Il constitue le premier volume édité indépendamment du double CD Simple je - L'Intégrale Bercy (1994). Il s'est vendu à plus de 200 000 exemplaires.

## Titres
| No  | Titre                                       | Durée |
| --- | ------------------------------------------- | ----- |
| 1.  | Débranche                                   | 8:17  |
| 2.  | La Déclaration d'amour                      | 5:29  |
| 3.  | Quelques mots d'amour                       | 4:11  |
| 4.  | Chanter pour ceux qui sont loin de chez eux | 4:15  |
| 5.  | Si maman si                                 | 5:25  |
| 6.  | C'est difficile d'être un homme aussi       | 2:59  |
| 7.  | J'ai besoin de vous                         | 3:36  |
| 8.  | Il jouait du piano debout                   | 4:38  |
| 9.  | La Minute de silence                        | 4:43  |
| 10. | Tout pour la musique                        | 3:41  |
| 11. | Mademoiselle Chang                          | 8:18  |

## Crédits

### Chansons
- Paroles et musique : Michel Berger

### Musiciens et autres artistes
- Guitare : Denys Lable
- Batterie : Claude Salmiéri
- Claviers : Serge Perathoner
- Basse : Jannick Top
- Bandonéon : Per Arne Glorvigen
- Chœurs : Leila Rami
- Chœurs additionnels : les rappeurs de l’association « Droit de Cité » pour Mademoiselle Chang

### L’album
- Produit par France Gall et The MB School : Denys Lable, Serge Perathoner, Claude Salmiéri, Jannick Top
- Enregistré les 23, 24 et 25 septembre 1993 par Laurent Gatignol et Yves Jaget avec le studio mobile Le Voyageur et mixé par Frank Filipetti
- Éditeurs :
  - Éditions Sidonie / Apache France : La Déclaration d'amour
  - Éditions Apache France : Débranche, Quelques mots d'amour, Chanter pour ceux qui sont loin de chez eux, Si maman si, C'est difficile d'être un homme aussi, J'ai besoin de vous, Il jouait du piano debout, La Minute de silence, Tout pour la musique, Mademoiselle Chang
- Album paru le 29 octobre 1993
- 1 CD Apache 4509-94225-2
- Photographies pochette : Adrian Boot, Thierry Boccon-Gibod
- Graphisme pochette : Nuit de Chine